# NGC 4969/2
NGC 4969/2 је спирална галаксија у сазвежђу Девица која се налази на NGC листи објеката дубоког неба.
Деклинација објекта је + 13° 38' 12" а ректасцензија 13h 7m 3,3s. Привидна величина (магнитуда) објекта NGC 4969 износи 14,7 а фотографска магнитуда 15,5. NGC 49692 је још познат и под ознакама MCG 2-33-55, CGCG 72-4.